# مادرید، ۱۹۸۷
مادرید، ۱۹۸۷ (انگلیسی: Madrid, 1987) فیلمی اسپانیایی به کارگردانی داوید تروئبا محصول سال ۲۰۱۱ است. از بازیگران آن می‌توان به خوزه ساکریستان و ماریا والورده اشاره کرد.